# Numb/Encore
«Numb/Encore» — песня американского рэпера Jay-Z и рок-группы Linkin Park, сингл из их совместного альбома Collision Course 2004 года. Песня сочетает в себе тексты Linkin Park из сингла «Numb» и сингла Jay-Z «Encore», также в ней фигурирует бэк-вокал Канье Уэста.
Трек стал единственным синглом в альбоме и достиг 20 строчки в Billboard Hot 100. Также в сингл был помещен под номером 93 в Billboard Year-End Hot 100 singles of 2005. За пределами Соединенных Штатов он занимал 14 строчку в чартах Великобритании, пятую во Франции и Нидерландах, а также в течение трёх недель оставался номером один в Ирландии
Numb/Encore получил Грэмми в 2006 году за Лучшее рэп/песенное совместное исполнение. На церемонии вручения Linkin Park, Jay-Z и Пол Маккартни исполнили Numb/Encore/Yesterday.

## Список композиций
CD Version
| №  | Название                     | Автор(ы)                            | Длительность |
| -- | ---------------------------- | ----------------------------------- | ------------ |
| 1. | «Numb/Encore»                | Шон Картер, Канье Уэст, Linkin Park | 3:27         |
| 2. | «Numb/Encore» (Instrumental) | Брэд Делсон, Майк Шинода            | 3:26         |

MTV Ultimate Mashups Presents: Numb / Encore — EP
| №  | Название                        | Длительность |
| -- | ------------------------------- | ------------ |
| 1. | «Numb/Encore»                   | 3:25         |
| 2. | «Numb/Encore» (Clean)           | 3:25         |
| 3. | «Numb/Encore» (Instrumental)    | 3:27         |
| 4. | «Numb/Encore» (A Capella)       | 3:19         |
| 5. | «Numb/Encore» (Clean A Capella) | 3:19         |
| 6. | «Numb/Encore» (Bonus Beat)      | 1:42         |

## Чарты
| Чарт (2004—2005)                     | Высшая позиция |
| ------------------------------------ | -------------- |
| U.S. Billboard Hot 100               | 20             |
| U.S. Billboard Top 40 Mainstream     | 12             |
| U.S. Billboard Hot R&B/Hip-Hop Songs | 94             |
| U.S. Billboard Pop 100               | 8              |
| U.S. Billboard Year End              | 93             |
| UK Singles Chart                     | 14             |
| Dutch Top 40                         | 5              |
| French Singles Chart                 | 5              |
| Eurochart Hot 100                    | 1              |
| Irish Singles Chart                  | 1              |

### Year-end
| End of year chart (2005) | Position |
| ------------------------ | -------- |
| German Singles Chart     | 13       |

### Сертификаты
| Страна   | Сертификаты (пороги продаж) |
| -------- | --------------------------- |
| Канада   | Золотой                     |
| Германия | Платиновый                  |
| США      | Платиновый                  |